# 太原虐殺事件
太原虐殺事件（たいげんぎゃくさつじけん、英語: Taiyuan massacre）は、1900年7月9日に華北の山西省太原での義和団の乱の最中に勃発した虐殺事件。情報筋によれば人々は山西省巡撫の毓賢の目の前で殺されたといい、子供を含む44人が殺害された。

## 1900年の虐殺事件以前
19世紀後半まで太原は長い間キリスト教徒のコミュニティが確立されていた。1633年にカトリック教の宣教師たちが初めて山西省を訪れ、1865年にプロテスタント派教会群が設立された。

## 虐殺事件
プロテスタント派とカトリック派の宣教師達と中国人教区民は義和団、総督府の軍隊や権力者の手で中国北部全土で虐殺された。1900年6月に西側勢力における宣戦布告が行われた後、3月に巡撫に就任したばかりの毓賢が残酷な反外国人・反キリスト教徒政策を履行した。7月9日、報告書では毓賢が女性や子供を含めた44人の外国人を処刑したとあり、毓賢が彼らを保護するという約束の下で州都の太原に招いたようである。夏の終わりまでに、より多くの外国人と2000人もの中国人キリスト教徒が山西省で死を迎えたとされる。ジャーナリストで歴史作家のナット・ブラントは山西省で起きたキリスト教徒虐殺事件のことを「キリスト教徒福音主義の歴史上、最も重大な悲劇である」と呼んだ。
この虐殺事件で殺害された最も著名な2人のカトリック教徒はイタリア人司教のグレゴリオ・グラッシ（1833年生）とフランチェスコ・フォゴーラ（1839年生）である。2000年10月1日、両司教はローマ教皇ヨハネ・パウロ2世により聖人に列聖された。両司教とともに殉教した教徒は他に3人のフランシスコ会士や托鉢修道士、7人のマリアの宣教者フランシスコ修道会修道者などがいる。そのうち6人が神学校の生徒であり、3人の中国人教徒が太原大司教区で太原でのフランシスコ会布教活動に従事していた 。

## 論争
ロジャー・トンプソンの随筆では最も流布した証言が虐殺事件を目撃していない人々によるものであり、さらにこれらの証言が以前の殉教者に関する文献に倣っているようであるとの理由で、巡撫の毓賢ではなく虐殺そのものに責任を問うべきであると示唆されている。それにもかかわらず、別の研究では当時の様々な証言がそれ以外の骨格を成す談話と一致しているようだとしている。いずれの場合でも、この事件は中国人の怒りを買う悪名高い象徴となっている。

## 遺産
1901年、太原市にある山西大学は義和団によるキリスト教徒虐殺に対して山西省から請求した賠償金からの資金で設立された。大学の最初の10年間、ウェスタン大学学長も務めたバプテスト教会の聖職者であるティモシー・リチャードが学長を務めた。
その後、虐殺により殺害されたカトリック教会の信者は中国百二十聖人として、2000年10月1日にローマ教皇ヨハネ・パウロ2世により列聖された。